# Україна на Чемпіонаті світу з водних видів спорту 2015
Україна взяла участь у Чемпіонаті світу з водних видів спорту 2015, який пройшов у Казані (Росія) від 24 липня до 9 серпня.

## Медалісти
| Медаль | Ім'я                                 | Вид спорту         | Дисципліна               | Дата     |
| ------ | ------------------------------------ | ------------------ | ------------------------ | -------- |
| 2      | Ілля Кваша                           | Стрибки у воду     | трамплін, 1 м (чоловіки) | 27 липня |
| 2      | Олександр Горшковозов Юлія Прокопчук | Стрибки у воду     | змішана команда          | 29 липня |
| 3      | Лоліта Ананасова Анна Волошина       | Синхронне плавання | дует, довільна програма  | 30 липня |

## 4-ті місця
Україна була командою, яка посіла найбільше 4-х місць серед інших (включаючи 5th position де було два бронзових медалісти):
| Місце | Країна          | К-ть |
| ----- | --------------- | ---- |
| 1     | Україна         | 12   |
| 2     | Австралія       | 9    |
| 3     | США             | 7    |
|       | Росія           | 7    |
| 5     | Китай           | 5    |
|       | Велика Британія | 5    |
|       | Японія          | 5    |

## Стрибки у воду
Українські спортсмени кваліфікувалися на змагання з індивідуальних та синхронних стрибків у воду.
Чоловіки
| Спортсмен                           | Дисципліна                   | Попередні змагання | Попередні змагання | Півфінали       | Півфінали       | Фінал           | Фінал           |
| Спортсмен                           | Дисципліна                   | Очки               | Місце              | Очки            | Місце           | Очки            | Місце           |
| ----------------------------------- | ---------------------------- | ------------------ | ------------------ | --------------- | --------------- | --------------- | --------------- |
| Олег Колодій                        | Трамплін, 1 метр             | 361.55             | 12 Q               | Н/Д             | Н/Д             | 423.50          | 5               |
| Ілля Кваша                          | Трамплін, 1 метр             | 402.60             | 3 Q                | Н/Д             | Н/Д             | 449.05          | 2               |
| Олег Колодій                        | Трамплін, 3 метри            | 392.85             | 26                 | Завершив виступ | Завершив виступ | Завершив виступ | Завершив виступ |
| Ілля Кваша                          | Трамплін, 3 метри            | 492.85             | 3 Q                | 470.10          | 9 Q             | 469.75          | 8               |
| Максим Долгов                       | Вишка, 10 метрів             | 424.80             | 19                 | Завершив виступ | Завершив виступ | Завершив виступ | Завершив виступ |
| Олександр Горшковозов Ілля Кваша    | Синхронний трамплін, 3 метри | 397.98             | 8 Q                | Н/Д             | Н/Д             | 436.53          | 4               |
| Максим Долгов Олександр Горшковозов | Синхронна вишка, 10 метрів   | 419.07             | 6 Q                | Н/Д             | Н/Д             | 436.50          | 4               |

Жінки
| Спортсменка                       | Дисципліна                   | Попередні змагання | Попередні змагання | Півфінали        | Півфінали        | Фінал            | Фінал            |
| Спортсменка                       | Дисципліна                   | Очки               | Місце              | Очки             | Місце            | Очки             | Місце            |
| --------------------------------- | ---------------------------- | ------------------ | ------------------ | ---------------- | ---------------- | ---------------- | ---------------- |
| Олена Федорова                    | Трамплін, 1 метр             | 257.55             | 7 Q                | Н/Д              | Н/Д              | 286.95           | 4                |
| Ганна Письменська                 | Трамплін, 1 метр             | 237.70             | 18                 | Н/Д              | Н/Д              | Завершила виступ | Завершила виступ |
| Олена Федорова                    | Трамплін, 3 метри            | 307.20             | 8 Q                | 296.10           | =11 Q            | 271.30           | 11               |
| Анастасія Недобіга                | Трамплін, 3 метри            | 296.25             | 11 Q               | 297.45           | 10 Q             | 266.10           | 12               |
| Ганна Красношлик                  | Вишка, 10 метрів             | 305.15             | 20                 | Завершила виступ | Завершила виступ | Завершила виступ | Завершила виступ |
| Юлія Прокопчук                    | Вишка, 10 метрів             | 320.40             | 12 Q               | 337.05           | 9 Q              | 305.90           | 11               |
| Вікторія Кесар Анастасія Недобіга | Синхронний трамплін, 3 метри | 281.49             | 6 Q                | Н/Д              | Н/Д              | 302.85           | 4                |
| Ганна Красношлик Влада Таценко    | Синхронна вишка, 10 метрів   | 279.06             | 9 Q                | Н/Д              | Н/Д              | 283.20           | 11               |

Змішаний
| Спортсмени                           | Дисципліна | Фінал  | Фінал |
| Спортсмени                           | Дисципліна | Очки   | Місце |
| ------------------------------------ | ---------- | ------ | ----- |
| Олександр Горшковозов Юлія Прокопчук | Команда    | 426.45 | 2     |

## Хай-дайвінг
Двоє українських спортсменів кваліфікувалися на змагання з хай-дайвінгу.
| Спортсмен          | Дисципліна | Очки   | Місце |
| ------------------ | ---------- | ------ | ----- |
| Анатолій Шаботенко | чоловіки   | 513.40 | 12    |
| Діана Томіліна     | жінки      | DNS    | DNS   |

## Плавання на відкритій воді
Двоє українських спортсменів кваліфікувалися на змагання з плавання на відкритій воді в наведених нижче дисциплінах.
| Спортсмен        | Дисципліна       | Час       | Місце |
| ---------------- | ---------------- | --------- | ----- |
| Ігор Червинський | 5 км (чоловіки)  | 55:32.2   | 24    |
| Ігор Червинський | 10 км (чоловіки) | 1:50:57.3 | 25    |
| Кирило Швець     | 10 км (чоловіки) | 1:56:25.8 | 52    |
| Ігор Снітко      | 5 км (чоловіки)  | 55:31.7   | 21    |

## Плавання
Українські плавці виконали кваліфікаційні нормативи в дисциплінах, які наведено в таблиці (не більш як 2 плавці на одну дисципліну за часом нормативу A, і не більш як 1 плавець на одну дисципліну за часом нормативу B):
Чоловіки
| Спортсмен                                                   | Дисципліна                           | Попередній заплив | Попередній заплив | Півфінал        | Півфінал        | Фінал            | Фінал            |
| Спортсмен                                                   | Дисципліна                           | Час               | Місце             | Час             | Місце           | Час              | Місце            |
| ----------------------------------------------------------- | ------------------------------------ | ----------------- | ----------------- | --------------- | --------------- | ---------------- | ---------------- |
| Сергій Фролов                                               | 400 м вільним стилем                 | 3:53.64           | 42                | Н/Д             | Н/Д             | Завершив виступ  | Завершив виступ  |
| Сергій Фролов                                               | 800 м вільним стилем                 | 8:02.17           | 25                | Н/Д             | Н/Д             | Завершив виступ  | Завершив виступ  |
| Сергій Фролов                                               | 1500 м вільним стилем                | 15:29.52          | 28                | Н/Д             | Н/Д             | Завершив виступ  | Завершив виступ  |
| Андрій Говоров                                              | 50 м вільним стилем                  | 22.23             | 9 Q               | 21.93           | 7 Q             | 21.86            | =5               |
| Андрій Говоров                                              | 100 м вільним стилем                 | 49.81             | 36                | Завершив виступ | Завершив виступ | Завершив виступ  | Завершив виступ  |
| Андрій Говоров                                              | 50 м батерфляєм                      | 23.49             | =9 Q              | 23.15           | 6 Q             | 23.18            | 5                |
| Михайло Романчук                                            | 400 м вільним стилем                 | 3:52.76           | 39                | Н/Д             | Н/Д             | Завершив виступ  | Завершив виступ  |
| Михайло Романчук                                            | 1500 м вільним стилем                | 14:57.82          | 8 Q               | Н/Д             | Н/Д             | 15:09.77         | 7                |
| Ілля Тесленко                                               | 200 м вільним стилем                 | 1:49.87           | 38                | Завершив виступ | Завершив виступ | Завершив виступ  | Завершив виступ  |
| Віталій Алпатов Богдан Плавін Ілля Тесленко Андрій Говоров  | естафета 4x100 метрів вільним стилем | 3:24.07           | 26                | Н/Д             | Н/Д             | Завершив виступ  | Завершив виступ  |
| Ілля Тесленко Михайло Романчук Сергій Фролов Антон Гончаров | естафета 4x200 метрів вільним стилем | 7:21.74           | 19                | Н/Д             | Н/Д             | Завершили виступ | Завершили виступ |

Жінки
| Спортсменка        | Дисципліна     | Попередній заплив | Попередній заплив | Півфінал         | Півфінал         | Фінал            | Фінал            |
| Спортсменка        | Дисципліна     | Час               | Місце             | Час              | Місце            | Час              | Місце            |
| ------------------ | -------------- | ----------------- | ----------------- | ---------------- | ---------------- | ---------------- | ---------------- |
| Марія Лівер        | 50 м брасом    | 30.60             | 6 Q               | 30.64            | 5 Q              | 31.14            | 8                |
| Марія Лівер        | 100 м брасом   | 1:09.10           | 29                | Завершила виступ | Завершила виступ | Завершила виступ | Завершила виступ |
| Анастасія Малявіна | 100 м брасом   | 1:12.77           | 48                | Завершила виступ | Завершила виступ | Завершила виступ | Завершила виступ |
| Анастасія Малявіна | 200 м брасом   | 2:36.49           | 41                | Завершила виступ | Завершила виступ | Завершила виступ | Завершила виступ |
| Дарина Зевіна      | 50 м на спині  | 28.97             | 28                | Завершила виступ | Завершила виступ | Завершила виступ | Завершила виступ |
| Дарина Зевіна      | 100 м на спині | 1:01.68           | 32                | Завершила виступ | Завершила виступ | Завершила виступ | Завершила виступ |
| Дарина Зевіна      | 200 м на спині | 2:12.14           | 20                | Завершила виступ | Завершила виступ | Завершила виступ | Завершила виступ |

## Синхронне плавання
Україна виставила повну команду з дванадцяти спортсменів (один чоловік і одинадцять жінок) на змагання з синхронного плавання в наведених нижче дисциплінах.
Жінки
| Спортсменка | Дисципліна                    | Попередні змагання | Попередні змагання | Фінал   | Фінал |
| Спортсменка | Дисципліна                    | Очки               | Місце              | Очки    | Місце |
| --- | ----------------------------- | ------------------ | ------------------ | ------- | ----- |
| Анна Волошина | соло, технічна програма       | 90.0364            | 4 Q                | 90.8912 | 4     |
| Анна Волошина | соло, довільна програма       | 92.5333            | 4 Q                | 93.1333 | 4     |
| Лоліта Ананасова Анна Волошина | дует, технічна програма       | 90.2596            | 4 Q                | 91.6770 | 4     |
| Лоліта Ананасова Анна Волошина | дует, довільна програма       | 93.0333            | 4 Q                | 93.6000 | 3     |
| Лоліта Ананасова Олена Гречихіна Олександра Кашуба* Катерина Резник* Олександра Сабада Катерина Садурська Анастасія Савчук Ксенія Сидоренко Анна Волошина Дар'я Юшко                  | група, технічна програма      | 91.8720            | 3 Q                | 91.7690 | 4     |
| Лоліта Ананасова Олена Гречихіна Олександра Кашуба* Катерина Резник* Олександра Сабада Катерина Садурська Анастасія Савчук Ксенія Сидоренко Анна Волошина Дар'я Юшко                  | група, довільна програма      | 92.7333            | 4 Q                | 93.7000 | 4     |
| Лоліта Ананасова Олена Гречихіна Олександра Кашуба Катерина Резник Олександра Сабада Катерина Садурська Анастасія Савчук Ксенія Сидоренко Анна Волошина Дар'я Юшко Ольга Золотарьова* | комбінація, довільна програма | 92.4000            | 4 Q                | 93.4000 | 4     |

Змішаний
| Спортсмен                        | Дисципліна              | Попередні змагання | Попередні змагання | Фінал   | Фінал |
| Спортсмен                        | Дисципліна              | Очки               | Місце              | Очки    | Місце |
| -------------------------------- | ----------------------- | ------------------ | ------------------ | ------- | ----- |
| Антон Тимофєєв Олександра Сабада | дует, технічна програма | 84.0767            | 4 Q                | 83.7653 | 4     |
| Антон Тимофєєв Катерина Резник   | дует, довільна програма | 85.5667            | 6 Q                | 85.1333 | 6     |